# 대통일 시대
대통일 시대(grand unification epoch)는 물리우주론에서 플랑크 시대의 다음 시대이다. 만약 대통일 에너지가 1015 GeV라면,이것은 1027 K 이상의 온도에 해당한다. 이 시기에는 4가지 기본 힘중 3가지(전자기력, 약한 상호작용, 강한 상호작용)이 핵전기력(electronuclear force)으로 통합되어있었다고 추정된다. 중력은 플랑크 시대가 끝나고 핵전기력에서 분리됐다. 이 시기에는 질량, 전하, 색 같은 물리적 특성은 의미가 없었다.
대통일 시대는 빅뱅 후 약 10-36초에 끝났다. 이때 몇가지 중요한 사건이 일어났다. 강력은 다른 기본 힘에서 분리되었다. 온도는 X와 Y보손이 생성될 수 있는 임계 값 아래로 떨어지고, 나머지 X와 Y보손은 붕괴했다. 이 붕괴 과정의 일부가 양자수중 입자수 보손을 위반하고 약간 상승해서 반물질이 물질로 바뀌었을 가능성이 있다(중입자 생성 참조). 이 단계의 전환은 또한 다음과 같은 인플레이션 시대 동안 우주 발전을 지배하는 우주 팽창의 과정을 유발 한 것으로 생각된다.

## 참조 문헌
- Allday, Jonathan (2001). 《Quarks, Leptons and the Big Bang》. Institute of Physics Publishing. ISBN 0-7503-0806-0.

## 같이 보기
- 대폭발
- 우주의 역사
- 우주의 종말